# Krahlewicze
Krahlewicze (biał. Краглевічы; ros. Краглевичи) – wieś na Białorusi, w obwodzie brzeskim, w rejonie iwacewickim, w sielsowiecie Telechany, przy drodze republikańskiej R6.
W dwudziestoleciu międzywojennym leżały w Polsce, w województwie poleskim, w powiecie kosowskim/iwacewickim, w gminie Telechany. Po II wojnie światowej w granicach Związku Radzieckiego. Od 1991 w niepodległej Białorusi.